# Механизм Хиггса
Хи́ггсовский механи́зм, или механи́зм Хи́ггса — теория, объясняющая, каким образом частицы-переносчики слабого взаимодействия (W- и Z-бозоны) приобретают массу. Например, он делает Z-бозон отличным от фотона. Предложен английским физиком Питером Хиггсом в 1964 г. Механизм Хиггса можно рассматривать как элементарный случай тахионной конденсации, где роль тахиона играет скалярное поле — поле Хиггса. Массивный квант этого поля — бозон Хиггса.
Наглядно механизм Хиггса можно представить следующим образом: рассыпанные по поверхности стола маленькие пенопластовые шарики (аналоги безмассовых частиц) легко разлетаются от малейшего дуновения; однако будучи высыпанными на поверхность воды, они уже не перемещаются так же легко — взаимодействие с жидкостью, которая в этой аналогии играет роль вакуумного хиггсовского поля, придало им инертность. Рябь от дуновения на свободной поверхности воды будет аналогом хиггсовских бозонов. Неточность этой аналогии заключается в том, что вода мешает любому движению шариков, в то время как хиггсовское вакуумное поле не оказывает влияния на частицы, движущиеся равномерно и прямолинейно, а противодействует лишь их ускорению (возникновению т. н. инертной массы).

## История разработки
В середине XX века многие эксперименты показали наличие массы у частиц (калибровочных бозонов), через обмен которыми описываются фундаментальные взаимодействия. Поэтому в уравнения движения для этих частиц требовалось ввести выражение для массы. Уравнения движения для калибровочных полей с массовыми членами неинвариантны относительно локальных преобразований симметрии (калибровочных преобразований), то есть эти уравнения будут меняться при калибровочных преобразованиях. Свойства фундаментальных взаимодействий требуют, однако, чтобы уравнения движения не менялись при калибровочных преобразованиях (были калибровочно инвариантны), так что простое введение массовых членов нарушало бы законы природы.
Прорыв Хиггса состоял в том, что масса векторного бозона (иногда называемого калибровочным бозоном) появляется эффективно в результате определённого взаимодействия этого бозона со скалярным полем. Данный механизм был предложен в контексте модели спонтанного нарушения электрослабой симметрии, созданной Йоитиро Намбу и другими в попытке объяснить природу сильного взаимодействия. Хиггс и другие исследователи разрабатывали этот механизм прежде всего для случая неабелевых групп симметрии.
Теория Хиггса была предвосхищена Эрнстом Штюкельбергом в 1957 году (см. действие Штюкельберга).
Сам Хиггс основывался на предположении Филиппа Андерсона. Идея механизма пришла к нему во время похода по шотландскому нагорью. Независимо от Хиггса к аналогичным выводам пришли Роберт Браут и Франсуа Энглер из Брюссельского свободного университета, а также Д. С. Гуральник, К. Р. Хаген и Т. В. Б. Киббл из Имперского колледжа.
В 1964—1965 гг. советские студенты А. М. Поляков и А. А. Мигдал, не зная о работах западных учёных, предложили динамический вариант того же механизма. Их статья на эту тему была задержана редакцией ЖЭТФ и увидела свет только в 1966 году.

## Спонтанное нарушение симметрии
Для калибровочно-инвариантного введения массы калибровочных бозонов используется понятие спонтанного нарушения симметрии. Вводится дополнительное поле — поле Хиггса — которое взаимодействует со всеми другими полями и через это взаимодействие сообщает массу калибровочным бозонам.
Проблема использования модели спонтанного нарушения симметрии в физике элементарных частиц состоит в том, что по теореме Джеффри Голдстоуна она предсказывает безмассовую скалярную частицу, которая является квантовым возбуждением по направлению φ, так называемый бозон Намбу — Голдстоуна, или просто голдстоуновский бозон. Энергия такой частицы — чисто кинетическая энергия, что в квантовой теории поля подразумевает отсутствие массы у частицы. Однако не было найдено никаких безмассовых скалярных частиц.
Похожей проблемой в теории Янга — Миллса, также известной как неабелева калибровочная теория, было существование безмассовых калибровочных бозонов, которые (кроме фотона) также не были обнаружены. Хиггс был очень проницателен, когда обнаружил, что при соединении калибровочной теории с моделью спонтанного нарушения симметрии две проблемы решаются очень красиво. Хиггс нашёл брешь в теореме Голдстоуна: эта теорема неприменима при рассмотрении локальной калибровочной симметрии.
Хиггсовский механизм описывает именно нарушение локальной симметрии, при котором не появляются голдстоуновские бозоны. Вместо квантовых возбуждений хиггсовского поля появляются продольные степени свободы для поляризации калибровочных полей. (Например, в квантовой электродинамике фотон как безмассовое векторное (то есть имеющее спин 1) поле при ненарушенной симметрии имеет только две переходные степени свободы поляризации).
Когда скалярное поле объединяется с калибровочной теорией, безмассовое возбуждение Хиггса φ соединяется с векторным бозоном, формируя массивный векторный бозон.

## Потенциал Хиггса
Определение хиггсовского потенциала можно представить с помощью следующего лагранжиана:
{\displaystyle {\mathcal {L}}_{Higgs}=(D_{\mu }\phi )^{+}(D^{\mu }\phi )+m\phi ^{+}\phi -\lambda (\phi ^{+}\phi )^{2},}
где {\displaystyle \phi } — поле Хиггса, {\displaystyle m} и {\displaystyle \lambda } — положительные действительные числа и {\displaystyle D_{\mu }=\partial _{\mu }-igT_{a}A_{\mu }^{a}} — инвариантная производная, где {\displaystyle T_{a}} — генератор калибровочной группы, а {\displaystyle A_{\mu }^{a}} — калибровочные поля, которые должны создавать через хиггсовский механизм массу.
Для понимания того, как в этом лагранжиане появляются массы у частиц, полезно рассмотреть потенциал {\displaystyle {\mathcal {V}}}
{\displaystyle {\mathcal {V}}=-m\varphi ^{+}\varphi +\lambda (\varphi ^{+}\varphi )^{2}.}
Этот потенциал для действительного однокомпонентного поля φ описывает W-образную параболу четвёртого порядка.
Поскольку поле φ комплексно, то потенциал {\displaystyle {\mathcal {V}}(\varphi )} можно представить в трёх измерениях как поверхность вращения этой параболы вокруг оси симметрии. Форма этой поверхности напоминает дно бутылки от шампанского над комплексной плоскостью. (Когда φ имеет несколько комплексных компонент, то простое наглядное представление отсутствует).

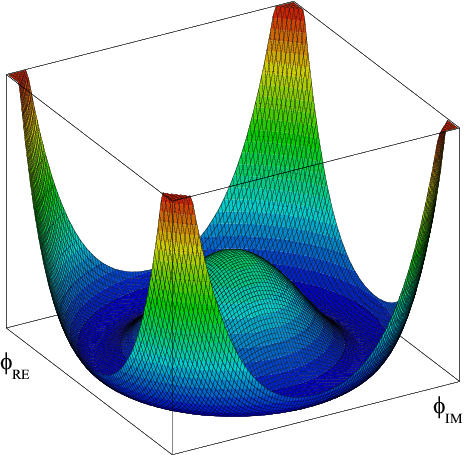
Пример потенциала Хиггса V, зависящего от комплексного однокомпонентного поля.

Очевидно, что имеется множество минимумов потенциала (окружность минимумов в двух измерениях). Минимумы потенциалов — наиболее выгодное состояние поля, поскольку в них энергия поля минимальна. Таким образом, поле Хиггса имеет более одного основного состояния (то есть состояния с минимальной энергией), и речь идёт о «вырожденном основном состоянии».
Поле φ в основном состоянии образует так называемый конденсат:
{\displaystyle v=\langle \phi \rangle ={\sqrt {\frac {m}{2\lambda }}},}
который получается при вычислении нулевых состояний. Тогда можно определить поле Хиггса, чтобы столько компонент, сколько имеется калибровочных полей, которым нужно придать массу, не оставляли множество нулевых положений, исходя из всего одного нулевого положения. Для однокомпонентного комплексного поля, потенциал которого можно представить как дно бутылки с шампанским, такая компонента является угловой компонентой, определяющей место на окружности минимумов. Эти компоненты не меняют энергию поля Хиггса. Их можно отбросить, поскольку они не имеют значения для рассматриваемого эффекта.
Оставшиеся компоненты меняют энергию хиггсовского поля, и их отбросить нельзя. Эти компоненты можно описать как поля частиц, названных впоследствии хиггсовскими бозонами. Вакуумное ожидаемое значение даёт вместе с выражениями для калибровочных полей из инвариантной производной выражения для масс. Поскольку при калибровочных преобразованиях меняется хиггсовское поле, из выражений для взаимодействия между калибровочными полями и хиггсовскими бозонами при калибровочном преобразовании получаются выражения, которые упраздняют дополнительные усложнения из выражений для масс калибровочных полей. Таким образом, уравнение движения подчиняется требованию калибровочной инвариантности, несмотря на возможные массовые усложнения.

## Развитие
Когда статья Хиггса, описывающая модель, была в первый раз послана в Physical Review Letters, она была отклонена, очевидно, из-за отсутствия предсказания каких-либо новых эффектов, которые было бы возможно наблюдать в экспериментах. Тогда он добавил предложение в конец статьи, в котором упоминал о том, что предполагается существование нового или новых массивных скалярных бозонов, которых недостаёт для полного представления о симметрии. Это и есть бозоны Хиггса.
Перед нарушением симметрии все частицы (кроме самого бозона Хиггса) не имеют массы, и симметрия не нарушается, подобно вращательной симметрии карандаша, стоящего на кончике. Но скалярное поле проскальзывает от точки максимальной энергии в случайно выбранном направлении к минимуму — как карандаш, который случайно падает. Важно, что симметрия не исчезает — она просто становится скрытой. В результате изначальная симметрия нарушена, а элементарные частицы — лептоны, кварки, W- и Z-бозоны — приобретают массу. Появление массы может быть интерпретировано как результат взаимодействий других частиц с «Хиггсовским океаном».
Хиггсовский механизм был развит в рамках современной физики элементарных частиц Стивеном Вайнбергом и является важнейшей частью Стандартной модели.
Одним из следствий теории является взаимодействие Юкавы с фермионными полями Стандартной модели, которое сообщает массу кваркам и лептонам.

## Хиггсовские модели
Стандартная модель требует хиггсовского механизма нарушения электрослабой симметрии, но не говорит о том, как именно работает этот механизм.
Обычно рассматривается минимальная хиггсовская модель (входящая в Стандартную модель), в которой при электрослабых преобразованиях образуется только один электрослабый дублет хиггсовских полей, при этом после нарушения электрослабой симметрии возникает только один стандартный бозон Хиггса. Такую модель Хиггса с одним дублетом можно назвать 1HDM. Но теоретиками рассматриваются и неминимальные хиггсовские модели, среди которых имеются двухдублетные (2HDM), многодублетные и недублетные.
В двухдублетной модели Хиггса (2HDM) возникают пять бозонов Хиггса — три нейтральных (H, h, A) и два заряженных (H+ и H−) и имеется много новых параметров, поэтому имеется много вариантов таких моделей, например инертная двухдублетная модель.
В многодублетных моделях Хиггса количество физических бозонов Хиггса возрастает, например, в модели приватного Хиггса имеется по одному дублету на каждый фермион, что позволяет устранить проблему иерархий фермионных масс.
В недублетных моделях кроме дублета (или дублетов) могут присутствовать дополнительные поля — синглеты, триплеты и т. д.
и соответственно возникают другие хиггсовские бозоны, например, с зарядом 2 (H++, H−−) в теории с триплетными полями.
В Минимальной Суперсимметричной Стандартной Модели (MSSM, minimal supersymmetric Standard Model) имеется два хиггсовских дублета.
В Следующей за Минимальной Суперсимметричной Стандартной Модели (NMSSM, next-to-minimal supersymmetric Standard Model) имеется два дублета и один синглет.
В модели «Малого Хиггса» бозон Хиггса является не фундаментальной частицей, а состоит из каких-то новых частиц массой 10 ТэВ или выше, что позволяет естественным образом устранить так называемый «LEP-парадокс» (ненаблюдение предсказанных новых частиц, в частности на коллайдере LEP с суммарной энергией 200 ГэВ).

## Бесхиггсовские модели
В то же время существует ряд построений, позволяющих объяснить массы частиц Стандартной модели без привлечения механизма Хиггса. Какая из моделей подтвердится, зависит от результата поисков бозона Хиггса, которые велись с момента запуска Большого адронного коллайдера. В 2012-2013 годах бозон Хиггса был обнаружен на БАК.

## Пример
Стандартная модель, в особенности теория электрослабого взаимодействия, описывается подобными калибровочными теориями. Вакуумное ожидаемое значение хиггсовского поля нарушает локальную калибровочную симметрию {\displaystyle SU(2)\times U(1)} (величины, подчиняющиеся закону сохранения: слабый изоспин и слабый гиперзаряд), создавая электромагнитную U(1)-симметрию (величины, подчиняющиеся закону сохранения: электрический заряд). Из-за этого эффекта три калибровочных бозона (W и Z бозоны) получают массу и продольную степень поляризации. Четвёртая степень поляризации хиггсовского поля, которая, являясь SU(2)-дублетом, состоит из двух комплексных = 4 действительных полей, и есть бозон Хиггса.